# 11 tháng 6
Ngày 11 tháng 6 là ngày thứ 162 (163 trong năm nhuận) trong lịch Gregory. Còn 203 ngày trong năm.

## Sự kiện
- 884 – Tuyên Vũ tiết độ sứ Chu Toàn Trung ám sát bất thành Hà Đông tiết độ sứ Lý Khắc Dụng, khởi đầu xung đột 40 năm giữa hai bên.
- 1776 – Quốc hội Lục địa lập Ủy ban gồm: Thomas Jefferson (tác giả Tuyên ngôn), John Adams, Benjamin Franklin, Roger Sherman, và Robert R. Livingston, để soạn bản Tuyên ngôn độc lập Hoa Kỳ.
- 1775 – Sau hơn một năm bắt đầu trị vì, Louis XVI tiến hành nghi lễ đăng quang quốc vương Pháp tại Reims.
- 1937 – Nguyên soái Mikhail Tukhachevsky cùng nhiều sĩ quan quân đội cấp cao khác của Liên Xô bị buộc tội âm mưu đảo chính và bị hành hình vào tối cùng ngày và ngày sau đó.
- 1938 – Trận Vũ Hán bắt đầu và kết thúc vào 4 tháng sau với chiến thắng về phía lục quân đế quốc Nhật Bản. Đây là một trong những trận lớn nhất, lâu nhất và dữ dội nhất trong Chiến tranh Trung–Nhật.
- 1944 – Thiết giáp hạm USS Missouri (BB–63) được đưa vào hoạt động, là thiết giáp hạm cuối cùng mà Hoa Kỳ chế tạo, và là nơi Nhật Bản ký vào văn kiện đầu hàng vô điều kiện.
- 1940 – Chiến tranh thế giới thứ hai: Quân Anh tại Ai Cập vượt biên giới tấn công Libya thuộc Ý, khởi đầu Chiến dịch Sa mạc Tây.
- 1963 – Tu sĩ Phật giáo Thích Quảng Đức tự thiêu bằng xăng tại Sài Gòn để phản đối tình trạng tôn giáo tại Việt Nam Cộng hòa.
- 2009 – Manchester United chấp nhận một "đề nghị vô điều kiện với giá 80 triệu bảng" từ Real Madrid để được mua Cristiano Ronaldo.
- 2021 - Euro 2020 khai mạc.
- 2023: Một vụ tấn công bằng súng vào trụ sở Ủy ban Nhân dân 02 xã Ea Tiêu và Ea Ktur thuộc huyện Cư Kuin của tỉnh Đắk Lắk làm 09 người chết và 02 người bị thương

## Sinh
- 1675 – Nguyễn Phúc Chu, được gọi là chúa Minh, chúa Nguyễn thứ sáu của Đàng Trong (m. 1725).
- 1810 – Alexander Bain,nhà phát minh, kỹ sư người Scotland. (m. 1877)
- 1912 – Phạm Hùng, Thủ tướng Việt Nam (m. 1988)
- 1970 – Kang Ho-dong, người dẫn chương trình truyền hình và diễn viên hài người Hàn Quốc.
- 1975 -  Choi Ji-woo, diễn viên nữ người Hàn Quốc
- 1984 – Vagner Love, cầu thủ bóng đá Brasil
- 1985 – Anja Rubik, siêu mẫu Ba Lan
- 1986 – Shia LaBeouf, diễn viên, đạo diễn phim người Mỹ
- 1988 – Claire Holt, nữ diễn viên kiêm người mẫu người Mỹ
- 1989 - Bùi Lan Hương, nữ ca sĩ người Việt Nam
- 1994 – Ivana Baquero, nữ diễn viên người Tây Ban Nha
- 1998 –  Charlie Tahan, diễn viên người Mỹ
- 1999 – 
  - Sadie Robertson, nữ diễn viên và nữ doanh nhân người Mỹ
  - Kai Havertz, cầu thủ bóng đá người Đức
- 2003 – Breanna Yde, nữ diễn viên nhí người Mỹ

## Mất
- 1341 – Trần Hiến Tông, hoàng đế thứ sáu của nhà Trần (s. 1319).
- 1784 – Lê Quý Đôn, Bảng nhãn, nhà bác học thời Hậu Lê, Việt Nam (s. 1726).
- 1903 – Alexander Obrenovich, vua của Serbia (s. 1876)
- 1912 – Nguyễn Phúc Hòa Nhàn, phong hiệu Mỹ Duệ Công chúa, công chúa con vua Minh Mạng (s. 1835)
- 1963 – Hòa thượng Thích Quảng Đức, tự thiêu tại Sài Gòn (s. 1897)
- 2008 – Võ Văn Kiệt, Thủ tướng Việt Nam (s. 1922).
- 2016 – Christina Grimmie, nữ ca sĩ người Mỹ (s. 1994)
- 2020 - Trần Quốc Hương, chỉ huy lực lượng tình báo của Việt Nam Dân chủ Cộng hòa trong thời kỳ Chiến tranh Việt Nam (s. 1924)